# Frans Verleyen
Frans (Sus) Verleyen (Mechelen, 1 maart 1941 - Gent, 13 oktober 1997) was een Belgisch journalist en auteur.

## Levensloop
Verleyen was de zoon van jeugdschrijver Cyriel Verleyen en de broer van jeugdauteur Karel Verleyen en Knack-medewerkster Misjoe Verleyen. Hij studeerde moderne geschiedenis aan de Katholieke Universiteit Leuven, schreef columns voor De Nieuwe, De Standaard, Gazet van Antwerpen, het katholieke studentenblad Ons Leven en werkte mee aan een aantal radioprogramma's.  
Na zijn studies werkte hij van 1967 tot 1968 als archivaris in de vestiging van het Rijksarchief in Beveren-Waas; het was een vaste betrekking, die hij in 1968 opzegde. Hij werkte vervolgens als redacteur bij De Standaard. Samen met Hugo De Ridder kreeg hij in 1971 de Vlaamse Persprijs voor een aantal politieke portretten. Na een conflict met Manu Ruys verliet hij de krant.
Hij maakte vanaf 1971 naam als hoofdredacteur en vanaf 1983 als directeur van het weekblad Knack. Zijn wekelijkse Woord Vooraf, waarvan de eerste publicatie in het 33e nummer van de eerste jaargang, 16 augustus 1972, verscheen, werd een van de meest gelezen en invloedrijke commentaarstukken. Hij had goede contacten met Belgische politici, meer in het bijzonder met Wilfried Martens en Guy Verhofstadt. Voor beiden trad hij op als ghostwriter. Hij ging vaak filosoferende spreekbeurten houden, samen met Gerard Bodifée en Etienne Vermeersch.
Verleyen was eind 1995 medestichter van de reguliere Athanor Loge in Gent. 
In 1997 overleed Frans Verleyen op 56-jarige leeftijd aan kanker. De uitvaartdienst vond plaats in de kerk van Lissewege. Hij werd er op het plaatselijke kerkhof begraven. Uit zijn drie huwelijken had hij verschillende kinderen, onder wie, als jongste, het fotomodel en New Yorkse singer-songwriter Lynn Verleyen (1982), gekend als Lynn Verlayne. Vanaf zijn tweede huwelijk woonde hij in Brugge.
In 2003 werd in de tv-reeks Journalistieke dwarsliggers op Canvas een uitzending gewijd aan Frans Verleyen. Guido De Bruyn en Katherine Schmelzer reconstrueerden zijn leven aan de hand van getuigenissen door onder meer Guy Verhofstadt, Wilfried Martens, Miel Dekeyser, Hugo De Ridder, Rik Van Cauwelaert, Karel Verleyen, Bob Wezenbeeck, Herwig Van Hove, Hubert Van Humbeeck en Herman van Veen. Bij die gelegenheid werd hij beschreven als "eminent Wetstraat-watcher, kenner van het werk van zijn vriend Hugo Claus, expert over Franz Schubert, liefhebber van de Japanse houtsnijkunst, amateur-ornitholoog, polyglot en globetrotter".

## Publicaties
- Waar is nu mijn mooie boomgaard?, 10 politieke portretten (met Hugo De Ridder), non-fictie, 1971
- Het Beleg van Brussel, roman, 1979 ISBN 90 223 0715 8
- Vlaanderen vandaag, non-fictie, 1985
  - (vertaald) Flanders Today, non-fictie, 1985
- Een Gegeven Woord (met en over Wilfried Martens), non-fictie, 1985, ISBN 90 209 1331 X
- Rudolf Vanmoerkerke: Met De Zon Als Bondgenoot, non-fictie, 1986, ISBN 90 698 2005 6
- De Faktor Verhofstadt, De bevrijding van de jaren 80, non-fictie, 1987
- Op de rand van een vulkaan : gesprekken met Gerard Bodifée, non-fictie, 1992
- Met Martens door de woestijn : een reisjournaal, non-fictie, 1994
- Handelingen van een inboorling : memoranda, non-fictie, 1995
- Want buiten is het koud : de katholieken en hun verzwegen schisma, non-fictie, 1995
- De laatste uren van Ludwig. Herinneringen aan Beethoven, non-fictie, 1995. ISBN 90-5312-042-4
- Het zoete licht van de liefde : verhalen over Franz Schubert, non-fictie, 1996
- De gezonken goudvis : Felix Timmermans en de moderne tijd, non-fictie, 1997
- Hemel en aarde in de Wetstraat, non-fictie, 1997
- (postuum) Woord vooraf, Frans Verleyen, 25 jaar commentaar in Knack, Roularta Books, Roeselare, 1998 (ingeleid en samengesteld door Marc Reynebeau)